# Na Uy hóa
Na Uy hóa (fornorsking av samer) là một chính sách chính thức do chính phủ Na Uy thực hiện nhằm hướng vào người Sami và sau đó là người Kven ở miền bắc Na Uy để đồng hóa cộng đồng dân cư bản địa không nói tiếng Na Uy trở thành một dân tộc Na Uy thống nhất về chủng tộc và văn hóa.
Chính sách này đã bị gián đoạn vào năm 1980 và sự bồi thường đã được thực hiện theo hình thức hỗ trợ tài chính cho Sámediggi, Quốc hội Sami của Na Uy và các chương trình khác có liên quan. Năm 1997, đích thân vua Harald V của Na Uy đã chính thức đưa ra lời xin lỗi nhân danh chính phủ đối với người Sami và Kven vì chương trình này của chính quyền:
| “ | Đất nước Na Uy được thành lập trên lãnh thổ của hai dân tộc - người Sami và người Na Uy. Lịch sử Sámi gắn bó chặt chẽ với lịch sử Na Uy. Hôm nay, chúng ta bày tỏ sự hối tiếc của mình thay mặt nhà nước về sự bất công làm tổn hại đến người dân Sami thông qua chính sách Na Uy hóa đầy nghiệt ngã. | ” |